# Кинана ибн Хузайма
Кинана ибн Хузайма (араб. كنانة بن خزيمة‎) — предок пророка Мухаммеда из четырнадцатого предпоколения. Прародитель арабского племени кинанитов. Имя «Кинана» переводится как «Колчан» и происходит из гнезда глагола «скрывать».
Отец: Хузайма ибн Мудрик.
Мать: Авана бинт Сауд из племени кайс (араб. عوانة بنت سعد ‎).
Дети: Ан-Надр ибн Кинана.